# Дезидерий (цезарь)
Дезиде́рий (? — 353) — возможно, брат и соправитель (с титулом цезаря, вместе с другим братом (Деценцием) узурпатора Магненция.
Имя Дезидерия упоминают мало источников, однако в некоторых античных источниках также говорится о том, что у Магненция было два брата, не только Деценций, чьё существование чётко зафиксировано. Согласно этим источникам, после поражения своего Магненций, прежде чем сам совершил самоубийство, заколол свою мать и брата (под которым и понимается Дезидерий). Согласно Зонаре, однако, Дезидерий был не убит, а лишь серьёзно ранен, и сдался в плен Констанцию II.
Поскольку существование Дезидерия не подтверждается более никакими данными — ни надписями, ни монетами, скорее всего, эта личность не историческая, и его следует отождествлять с Деценцием.